# タートン・タワー

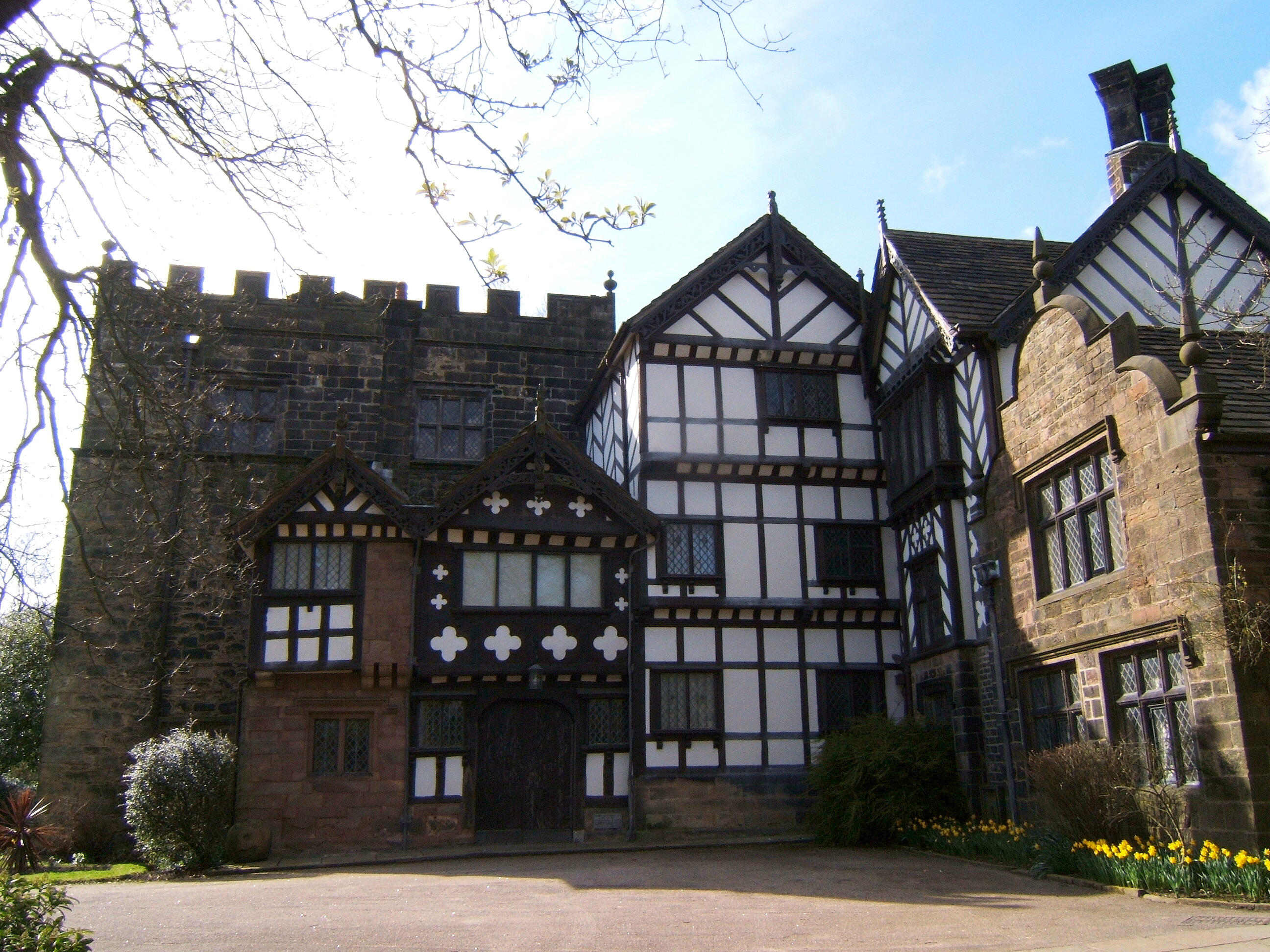
タートン・タワー

タートン・タワー（Turton Tower）は、イングランドランカシャーブラックバーン・ウィズ・ダーウェン北タートンチャペルタウンにある中世の屋敷である。スケジュールド・モニュメントに指定され、文化財指定建造物の等級1である。
16世紀後半を中心に拡大していた二階建ての石造りのピール・タワーとして中世に建設された。ボルトンから北4マイル程の標高600フィートほどの高台に建てられた。ウィリアム・カムデンは"amongst precipices and wastes."として記述している。北の翼壁がエリザベス1世の頃に追加され、ヴィクトリア女王初期の頃に改築がなされた。

## 構造
最も古い部分は、北から南まで長さ45フィート、幅28フィートのピール・タワーで15世紀初頭に建てられたと思われる。ピール・タワーは、壁の厚さ4フィート、高さが約35フィートである。塔北西隅にギャルドローブがある。塞がれた窓によってわかるように塔は3つの低階を持っていた。その壁は大きな角れんがによってでこぼこしている。16世紀初頭の間2つのcruck構造の建物が塔に増築され、後の拡張により印象的なフロントドアと玄関が設置された。建物内のチューダー建築と土壁とラス漆喰壁羽目板の復元部分からはcruck構造が伺われる。 
1596年の再建で玄関と玄関ホールは改築され、大がかりな改築が行われた塔はその現在の高さに増築された新たな上階の切り石積みの石材はじゃばら繰形によって古い壁材と分離されている。古い床は撤去され、壁は45フィートにひき上げられた。狭い窓が塞がれ、大きな3、4、5の窓方立と無目に置き換えられ、古い外観を一新する。17世紀の間cruck構造の建物は石材で覆われ、その構造は19世紀まで保たれた。1835年後のケイの改築はオランダの切妻の外観を含めビクトリア朝の改装による。

## 所有者
タートン・タワーはタートンの荘園の領主の屋敷で周りの1200の荘園がLathom家の支配下にあったことによりマンチェスターの男爵領の一部であった。 
ピール・タワーを再建したOrrellsによって1420年継承された。1628年、マンチェスターの商人ハンフリー・チェサムに売却された。さらに彼の子孫はテナント農家のBland家、Green家、Frere 家に貸し出した。
1835年に荒廃していたタートン・タワーをジェームズ・ケイが購入し復元した。彼はエリザベスとアン・アップルトンにタートン・タワーを売却した。彼女らはキャラコ製造業者ウィリアム・リグに貸し出した。彼の娘エレン"Victorian Children at Turton Tower"を書いた。
1903年、タートン・タワーはリーズ・ノールズがサルフォードウェストの下院議員の為に3,875ポンドで購入した。彼の死後の1929年、彼の妻ニーナ・ノールズは1930年タートン郊外地区理事会にそれを提供し、協議会室となった。
1974年に地方政府の再編成後、タートンは分割され、タートン・タワーはブラックバーンの新自治区の一部となり、ランカシャー郡博物館サービスによって管理された。ランカシャーカウンティ美術館サービスへの変更の後、タートン・タワーはダーウェン議会とブラックバーンによって引き継がれた。